# سیدهرگنج
سیدهرگنج (به لاتین: Siddhirganj) یک منطقهٔ مسکونی در بنگلادش است که در ناحیه ناراین‌گنج واقع شده‌است. سیدهرگنج ۲۲٫۷۱ کیلومتر مربع مساحت و ۲۵۶٬۷۶۰ نفر جمعیت دارد.